# Ernst-Felix Krüder
Ernst-Felix Heinrich Ludwig Krüder, né le 6 décembre 1897 à Hambourg et mort le 8 mai 1941 au large des Seychelles, est un Kapitän zur See de la Kriegsmarine.

## Biographie
Ernst-Felix Krüder rejoint la Marine impériale en octobre 1915. Il s'entraîne à l'école navale et sur le Freya jusqu'en février 1916. En tant que Seekadett, il sert sur le König jusqu'en juillet 1916 et suit ensuite diverses formations jusqu'en mars 1917. Il est sur le Breslau jusqu'en août 1917 et passe sur le Goeben comme officier de radiotélégraphie jusqu'à la fin de la guerre. Avec le Rangdienstalter (de) du 13 décembre 1917, il est promu Leutnant zur See.
Après la guerre, il est emmené dans la Reichsmarine et promu Oberleutnant zur See le 1er janvier 1921. Le 1er novembre 1928, il est promu Kapitänleutnant et en 1930, dirige la 1re compagnie de l' école navale de Friedrichsort. En 1931, il est officier de formation sur le Karlsruhe. De mars 1933 à septembre 1934, il est officier d'état-major amiral auprès du commandant des forces de reconnaissance. Il succède ensuite à Friedrich Ruge à la tête de la 1re flottille de déminage jusqu'en octobre 1936. Le 1er avril 1935, il est promu Korvettenkapitän.
D'octobre 1936 à novembre 1938, il est consultant à l'inspection du système d'enseignement naval à Kiel et est promu capitaine de frégate à ce poste le 1er août 1938. Il devient consultant auprès de l'Oberkommando der Marine et reprend le 6 février 1940 le croiseur auxiliaire Pinguin nouvellement mis en service. Sous son commandement, le navire est utilisé, entre autres, pour poser des mines et parvient à capturer plus de 15 navires, dont le croiseur lourd Storstad. Il passe durant l'été 1941 le passage du Nord-Est avec l'accord des Soviétiques.
Le 8 mai 1941, le Pinguin est capturé par le croiseur HMS Cornwall. Un impact fait exploser les mines à bord, 341 hommes sont tués dont Krüder.
En tant que commandant du Pinguin, il était devenu capitaine de vaisseau le 1er février 1940 et avait reçu la Croix de chevalier de la croix de fer le 22 décembre 1940,.
Il reçoit à titre posthume la Croix de chevalier de la Croix de fer en feuilles de chêne le 15 novembre 1941,. Il a également reçu l'Étoile de Gallipoli.